# NK Graničar Magić Mala
NK Graničar je nogometni klub iz mjesta Magić Mala.

## Povijest
NK Graničar osnovan je 1927. godine. To je klub iz mjesta Magić Mala u kojem živi oko 500 stanovnika, te se nekolicina bavi nogometom i sudjeluje u radu kluba. 
Klub se nekoliko godina natjecao u 2. županijskog nogometnoj ligi-zapad Brodsko-posavske županije. U sezoni 2006./07. je ispao iz 2. županijske nogometne lige – Zapad Brodsko-posavske županije, zauzevši predposljednje mjesto, te će se natjecati u 3. županijskoj ligi – Zapad. U sezoni 2018./19. zauzima posljednje 12. mjesto u 
2. ŽNL Brodsko-posavska – Zapad.
Od najvećih uspjeha kluba uzima se ulazak u drugu županijsku ligu gdje se klub zadržao godinama, te ulazak u polufinale županijskog kupa, gdje su ispali od trećeligaša Mladosti iz Cernika. Trenuto u klubu igra mali broj igrača iz mjesta. Svake godine se u Magić Maloj održava tradicionalni memorijalni turnir "Branko Bertović" u čast poginulih hrvatskih branitelja, koji se održava u srpnju. 